# Epitaph (álbum de Necrophagist)
Epitaph es el segundo y último álbum de estudio de la banda alemana de death metal técnico Necrophagist.
A diferencia de Onset of Putrefaction el guitarrista y vocalista Muhammed Suiçmez grabó el álbum con los demás miembros de la banda en vivo.

## Temas
1. "Stabwound"  – 2:48
2. "The Stillborn One"  – 4:24
3. "Ignominious and Pale"  – 4:01
4. "Diminished to Be"  – 4:59
5. "Epitaph" – 4:15
6. "Only Ash Remains"  – 4:11
7. "Seven"  – 3:44
8. "Symbiotic in Theory" – 4:35

## Trivia
- El outro de la canción "Only Ash Remains" deriva de una pieza de Serguéi Prokófiev Romeo y Julieta Romeo (Montescos y Capuletos) llamada Dance of the Knights (The Apprentice).
- A partir del min 2:17 hasta 2:23 en "The Stilborn One" se puede escuchar que esa sección se toma directamente de la introducción de "Für Elise" de Ludwig van Beethoven.

## Componentes
- Muhammed Suiçmez - Guitarra, Vocalista
- Christian Muenzner - Guitarra
- Stephan Fimmers - Bajo
- Hannes Grossmann - Batería
- Bob Katz  -   Mastering